# Art Nova 2
Art Nova 2 – galeria sztuki należąca do Związku Polskich Artystów Plastyków. Znajduje się na ul. Dworcowej 13, vis à vis budynku starego dworca kolejowego w Katowicach.
W galerii prezentowane są dzieła artystów z Katowic i Górnego Śląska. Instytucja specjalizuje się w prezentowaniu malarstwa i grafiki. Istnieją plany otwarcia ekspozycji sztuki użytkowej i tkanin artystycznych.
Galeria posiada filię zajmującą się sprzedażą dzieł sztuki zlokalizowaną na rogu ul. Dworcowej i ul. św. Jana − Art Nova 1.